# Пржине (Босанско Грахово)
Пржине су насељено мјесто у Босни и Херцеговини у општини Босанско Грахово које административно припада Федерацији Босне и Херцеговине. Према попису становништва из 1991. у насељу је живјело 290 становника.

## Становништво
| Националност       | 1991. | 1981. | 1971. | 1961. |
| Срби               | 290   | 283   | 406   | 500   |
| Југословени        |       | 45    |       |       |
| Хрвати             |       |       |       | 1     |
| остали и непознато |       |       |       |       |
| Укупно             | 290   | 328   | 406   | 501   |

| Демографија | Демографија | Демографија |
| Година      | Становника  | Становника  |
| ----------- | ----------- | ----------- |
| 1961.       | 501         |             |
| 1971.       | 406         |             |
| 1981.       | 328         |             |
| 1991.       | 290         |             |
| 2013.       | 58          |             |